# Spilosoma auricostata
Spilosoma auricostata är en fjärilsart som beskrevs av Charles Oberthür 1911. Spilosoma auricostata ingår i släktet Spilosoma och familjen björnspinnare. Inga underarter finns listade i Catalogue of Life.